# Reginald Maudling
Reginald Maudling (ur. 7 marca 1917 w North Finchley, zm. 14 lutego 1979 w Londynie) – brytyjski polityk, członek Partii Konserwatywnej, minister w rządach Anthony’ego Edena, Harolda Macmillana, Aleca Douglasa-Home’a i Edwarda Heatha.
Był synem Reginalda George’a Maudlinga, pracownika Commercial Calculating Company Ltd. Wkrótce po jego narodzinach rodzina przeprowadziła się do Bexhill. Dzięki uzyskanym stypendiom Maudling kształcił się w Merchant Taylors' School oraz w Merton College na Uniwersytecie Oksfordzkim. W 1940 r. rozpoczął praktykę adwokacką w Middle Temple. Wkrótce jednak wstąpił do Ochotniczej Rezerwy Królewskich Sił Powietrznych. Słaby wzrok spowodował, że Maudling pracował w sekcji wywiadowczej, gdzie dosłużył się rangi porucznika. Następnie został mianowany prywatnym sekretarzem ministra lotnictwa, Archibalda Sinclaira.
W 1945 r. został wybrany kandydatem Partii Konserwatywnej w okręgu Heston and Isleworth, ale przegrał tam z kandydatem Partii Pracy. W listopadzie został członkiem sztabu Parlamentarnego Sekretariatu Partii Konserwatywnej, a następnie Conservative Research Department, gdzie kierował działem ekonomicznym. W 1946 r. został wybrany kandydatem w kolejnych wyborach parlamentarnym w okręgu Barnet. Po wyborach 1950 r. Maudling zasiadł w Izbie Gmin.
Po powrocie Partii Konserwatywnej do władzy w 1951 r. Maudling został młodszym ministrem w ministerstwie lotnictwa cywilnego. W 1952 r. w imieniu Skarbu przedstawiał w parlamencie projekt budżetu. Następnie został mianowany ekonomicznym sekretarzem skarbu. W 1955 r. otrzymał stanowisko ministra zaopatrzenia. Popierał brytyjską interwencję podczas kryzysu sueskiego. Kiedy premierem został w 1957 r. Macmillan, Maudling odmówił pozostania na stanowisku ministra zaopatrzenia oraz objęcia resortu zdrowia. Ostatecznie został Paymaster-General, zaś wkrótce później został członkiem gabinetu. Brał udział w pierwszych negocjacjach dotyczących członkostwa Wielkiej Brytanii w EWG.
Po wyborach 1959 r. Maudling został przewodniczącym Zarządu Handlu, gdzie odpowiadał za rządową politykę wspierania obszarów o dużym poziomie bezrobocia. Doprowadził również do zawarcia umów o wolnym handlu z poszczególnymi członkami EWG. W 1961 r. został na krótki czas ministrem kolonii. Po „nocy długich noży” w 1962 r. otrzymał stanowisko kanclerza skarbu. Na tym stanowisku zlikwidował podatek od wartości dodanej (purchase tax) oraz odsetki bankowe. Po zmianie premiera w 1963 r. (Macmillana zastąpił Douglas-Home) Maudling pozostał na swoim stanowisku. Utrzymał się na nim do wyborczej porażki konserwatystów w 1964 r.
Jako polityk opozycji został w 1965 r. ministrem spraw zagranicznych w gabinecie cieni. W tym samym roku wystartował w wyborach na lidera partii, ale przegrał z Edwardem Heathem. Został jednak zastępcą lidera partii oraz pozostał prominentnym członkiem gabinetu cieni. Po powrocie konserwatystów do władzy w 1970 r. został ministrem spraw wewnętrznych. Na tym stanowisku musiał zmierzyć się z narastającym kryzysem w Irlandii Północnej. Sprawami północnoirlandzkimi zajmował się do 1972 r., kiedy to utworzono odrębne ministerstwo ds. Irlandii Północnej. Poza tym Maudling wprowadził do brytyjskiego ustawodawstwa karnego karę bezpłatnych prac społecznych (community service). Doprowadził również do pewnej liberalizacji prawa imigracyjnego.
Maudling zrezygnował ze stanowiska ministra 18 lipca 1972 r., kiedy bankructwo ogłosiła firma architekta Johna Poulsona, gdzie Maudling był od 1966 r. dyrektorem. Przy okazji likwidacji firmy wyszło na jaw, że Poulson wręczał łapówki licznym wysokim urzędników państwowym, a w całą sprawę zamieszany był Maudling. Pomimo skandalu były minister pozostał aktywnym graczem na scenie politycznej. Po likwidacji okręgu Barnet w 1974 r. Maudling przeniósł się do okręgu Chipping Barnet. W 1975 r. został ministrem spraw zagranicznych w gabinecie cieni Margaret Thatcher. Maudling rychło popadł z nią w spór dotyczący kwestii ekonomicznych i w 1976 r. został zdymisjonowany. W 1977 r. powróciła sprawa Poulsona wraz z raportem parlamentarnej komisji, która postulowała pozbawienie Maudlinga i dwóch innych deputowanych miejsca w parlamencie. Do tego jednak nie doszło, gdyż w Izbie Gmin nie udało się zebrać wystarczającej większości.
Były minister zmarł 14 lutego 1979 r. w Royal Free Hospital w Londynie na marskość wątroby. Był żonaty z aktorką Beryl Laverick, którą poślubił w 1939 r. Miał z nią trzech synów i córkę.